# Museggmauer

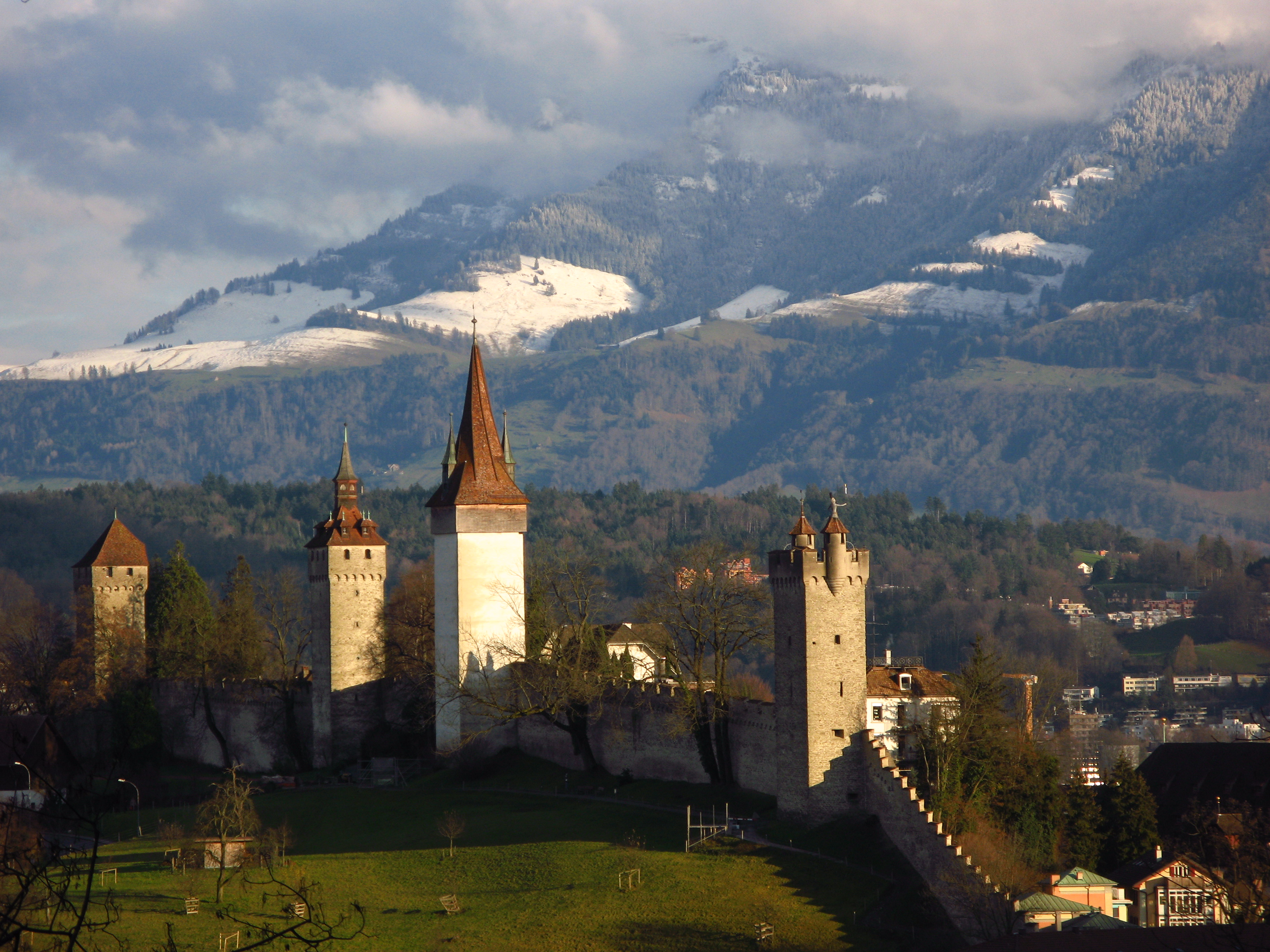
Museggmauer in Luzern

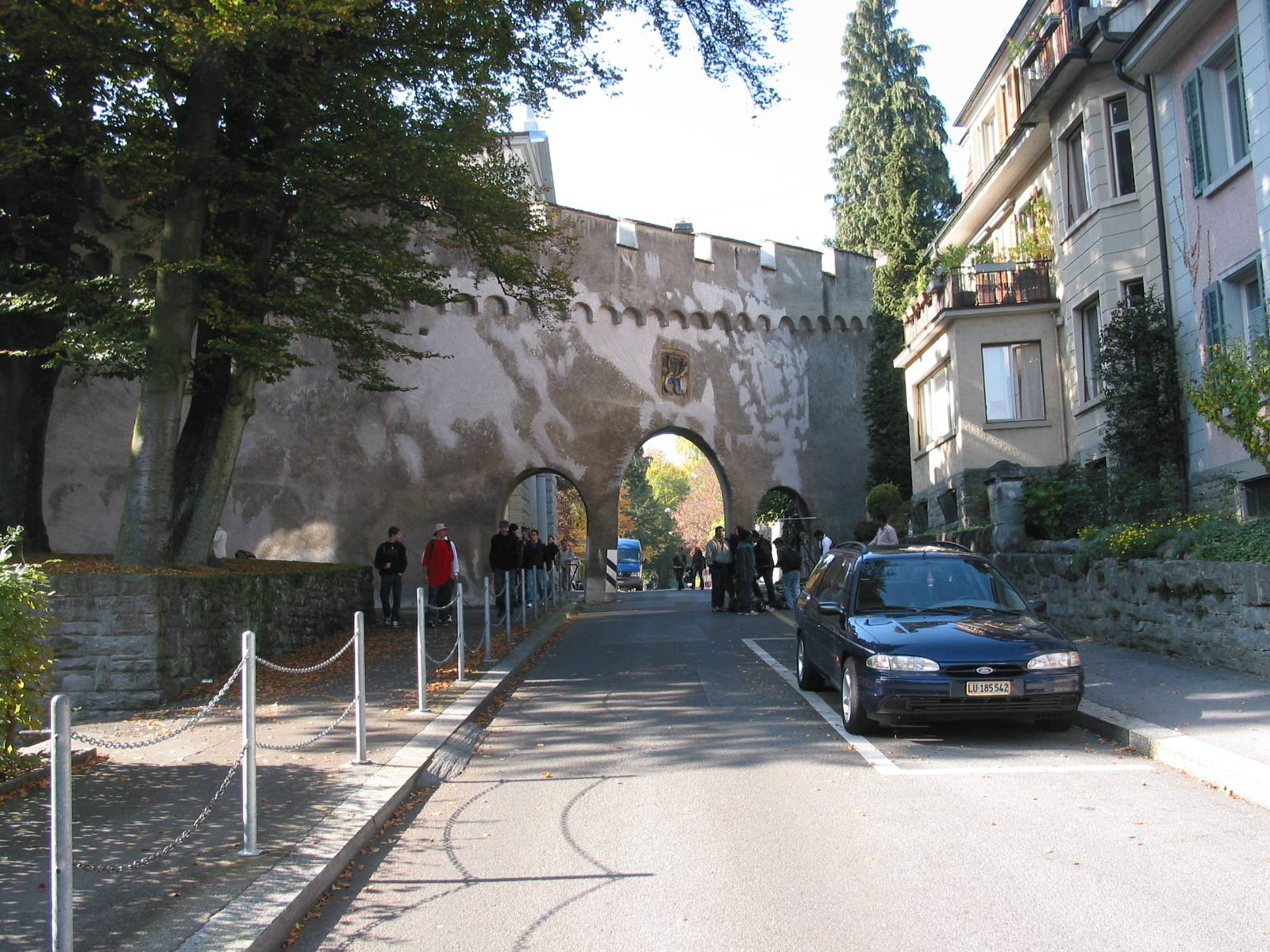
Mauer bei der Museggstrasse

Die Museggmauer mit den Museggtürmen ist ein Wahrzeichen der Stadt Luzern und bestimmt zusammen mit Wasserturm und Kapellbrücke das historische Ortsbild der Stadt. Es handelt sich um einen Teil der Stadtbefestigung der Stadt Luzern. Sie befindet sich als national bedeutend auf der Liste der Kulturgüter in Luzern.

## Geschichte
Indirekt ist bereits 1226 und 1238 eine Befestigung der Stadt erwähnt, es handelt sich dabei jedoch nicht um die Museggmauer, sondern um den älteren, inneren Mauerring der Stadt. Mit Hilfe der Dendrochronologie haben archäologische Bauuntersuchungen in den letzten Jahren aufzeigen können, dass mit dem Bau der Museggmauer spätestens um 1370 begonnen wurde (Luegisland-Turm). Die Bauarbeiten wurden mit Unterbrüchen während Jahrzehnten weitergeführt und reichten weit in das 15. Jahrhundert hinein (Schirmerturm um 1420, Zytturm um 1442). Die im Luzerner Bürgerbuch enthaltene Abrechnung von 1408 zu Bauarbeiten u. a. an der Museggmauer – in der älteren Forschung als Schlussabrechnung und damit Datum der Vollendung der Museggmauer angesehen – stellt mit Sicherheit lediglich eine Zwischenrechnung dar. Die These, dass der Bau der Museggmauer mit der Schlacht bei Sempach 1386 in Zusammenhang stehe, ist haltlos.
Zwischen 1833 und 1856 erfolgte nach und nach die Schleifung der meisten Befestigungsanlagen, da diese dem stärker werdenden Verkehr im Wege waren und eine Stadt ohne mittelalterlicher Befestigung nach Ansicht der damaligen Gemeindeversammlung schöner sei. Der ehemalige südwestliche Teil der Stadtbefestigung auf der linken Reussseite, bestand aus der hohen Litzimauer mit dem Wassergraben (später Hirschengraben) und den Befestigungsanlagen (von West nach Ost) Judenturm, Baslertor (auch Untertor oder früher Niedertor genannt), dem Bruchturm mit Bruchtor, dem Kessler- oder Kesselturm, dem Oberturm (früher Ketzerturm) mit Obertor, dem Kriensertor, dem Kropfturm mit dem Moos- oder Kropftor und dem Frauenturm. Ebenfalls verschwunden ist die alte nördliche Mauer innerhalb der Musegg mit dem Mühletor im Westen an der Reuss, dem Graggentor, dem inneren Weggistor, dem Rosengartentor, dem Lederturm und dem Baghardsturm am östlichen Ende an der Seemündung. Die Museggmauer mit ihren Türmen behinderte hingegen wegen ihrer Lage auf dem Bramberg den Verkehrsfluss nicht und blieb so im Wesentlichen erhalten.

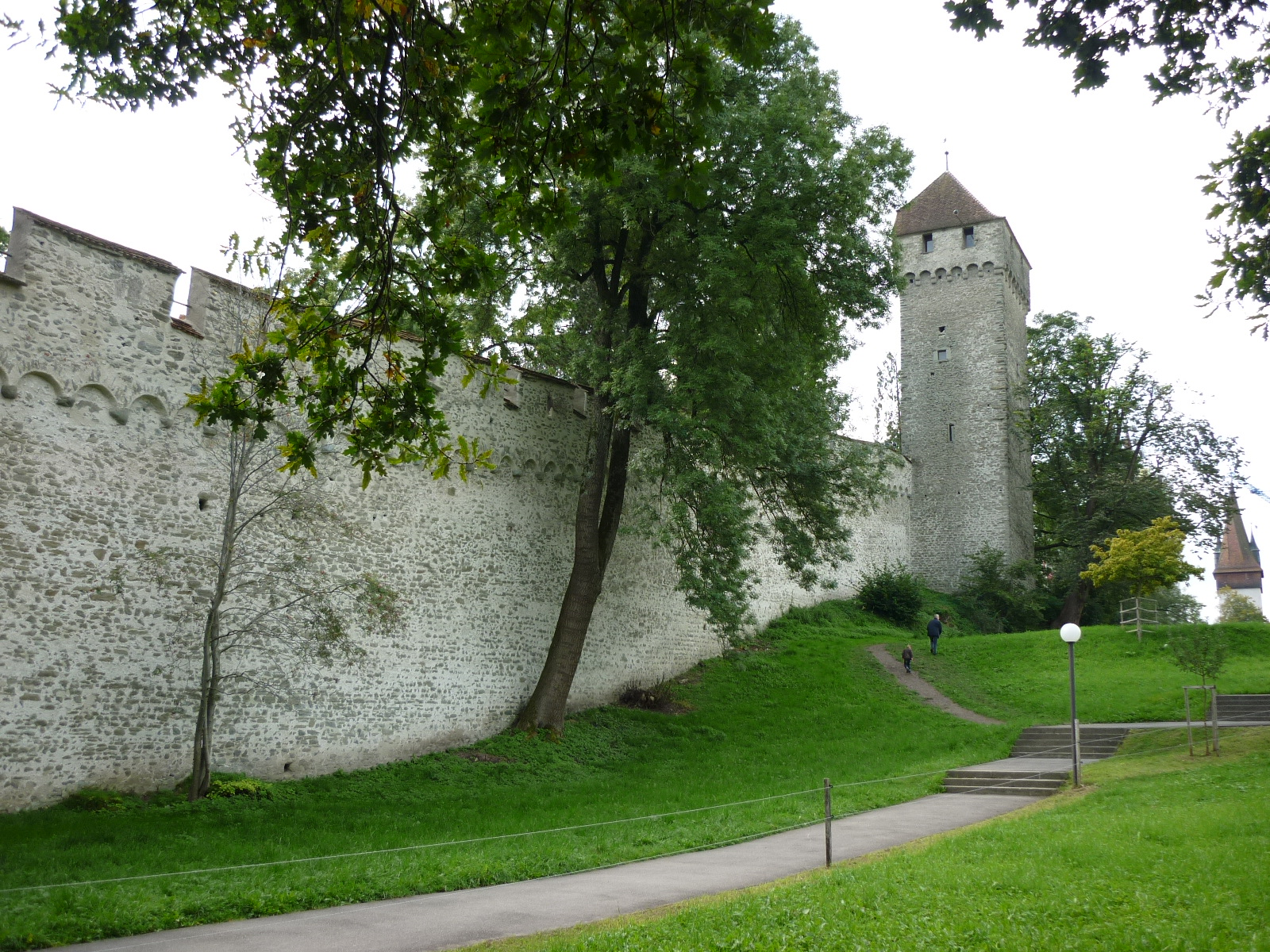
Museggmauer von Norden mit Luegisland- und Zytturm

2002 wurde der Verein für die Erhaltung der Museggmauer gegründet und 2003 die gleichnamige Stiftung. Diese setzten sich für eine umfassende Restaurierung der Mauer ein, die von 2003 bis 2015 für 12 Millionen Schweizer Franken ausgeführt wurde.

## Namensherkunft
Ein Interpretation besagt, dass Musegg von dem Wort Mus abstammt, schweizerdeutsch für Ausblick und Aussichtspunkt, von dem Verb musen «Ausschau halten». Das Schweizerische Idiotikon vermutet eine Herkunft vom niederdeutschen muserie, mushus = Zeughaus, Rüstsaal; von mus = Masche oder Ring eines Kettenpanzers. In dem Portal ortsnamen.ch der schweizerischen Ortsnamenforschung werden diese Ansätze verworfen. Vielmehr wird der Name zurückgeführt auf die Appellative muus (für Maus) und egg (für Ecke, Absatz) und somit «bei einem Geländeabsatz liegende Flur mit vielen Mäusen» bzw. «bei einem nur kleinen, mausartigen Geländeabsatz». Dies passt zu der Aussage, dass die Mauer nach dem Hügel Musegg benannt ist, auf dem sie erbaut wurde.

## Museggmauer
Die Museggmauer ist noch, mit Ausnahme des östlichsten verlorenen Teiles von 40 Metern, ganz erhalten und misst in der Länge 870 Meter. Sie ist durchschnittlich 1,5 Meter dick; die Höhe variiert je nach Gelände, beträgt aber durchschnittlich um die 9 Meter. Hinter ihrer Zinnenkrone zieht sich ein ungedeckter Wehrgang hin. Die Zinnen erheben sich über einem nach aussen vorkragenden gemauerten, unregelmässigen Rundbogenfries mit eckigen und abgerundeten Konsolen. Die Mauer besitzt oder besass verschiedene Pforten.

## Museggtürme
Alle, mit Ausnahme des im 16. Jahrhundert ersetzten Nölliturms, stehen vor der Mauer. Sie waren ursprünglich Schalentürme, das heisst, gegen die Stadt hin offen. Nur der Luegisland hat diese Form noch bewahrt; der Dächliturm wurde im 18. Jahrhundert geschlossen, die anderen Türme bereits im 15. Jahrhundert. Die Türme, mit Ausnahme des Luegisland, besassen keine Dachaufbauten, sondern innerhalb der Zinnenkrone ein gegen Osten abfallendes Pultdach. Nur der Männliturm hat dieses bewahrt; Zytturm, Schirmerturm und Dächliturm erhielten schon vor 1513 Dachaufbauten, die übrigen Türme vor 1597. Der innere Ausbau der Türme besteht aus Holz. Vom obersten Boden führt eine zum Teil in die Westmauer getiefte Steintreppe auf den mit Steinplatten belegten Wehrgang. In mehreren Türmen sind die hölzernen, drehbaren Aufzugbäume (Krane) und Rundläufe (Drehsäulen) zur Beförderung von Baumaterial vorhanden.

### Nölliturm
Der Nölliturm ist eine runde Steinbosse am Reussufer; er trägt das Baudatum 1513. Vor ihm stand bereits ein Torturm an dieser Stelle. Der heutige Strassendurchbruch wurde 1901 geschaffen. Der Nölliturm ist seit 1922 die Heimstätte der Zunft zu Safran; in ihm befindet sich die Zunftstube. Der etwas massige Turm hat eine Höhe von 28 m. Er kann für private und Firmenevents gemietet werden.
Geografische Lage: 47° 3′ 11,71″ N, 8° 17′ 58,21″ O

### Männliturm
Das «eiserne Männli», eine Figur mit Standarte, erkennt man weit draussen auf dem Land. Es ist der zweite Turm im aufsteigenden Felsgrat und öffentlich zugänglich. Vom Boden bis zur Zinne gemessen beträgt seine Höhe 33 m.
Geografische Lage: 47° 3′ 12,73″ N, 8° 18′ 2,82″ O

### Luegisland
Der Turm trägt einen alten volkstümlichen Namen. Sein hohes spitzes Dach zeigt einen Winddrall von links nach rechts. Der Turm ist mit seiner Höhe von 52,6 m der höchste unter den neun Brüdern und der einzige der gegen die Stadt hin offen ist. Der Turm entstand gemäss archäologischer Untersuchungen um oder kurz nach 1367 zusammen mit der beidseits weiterführenden Museggmauer.
Geografische Lage: 47° 3′ 13,8″ N, 8° 18′ 7,7″ O

### Heuturm / Wachturm
Er hatte seinen Namen vom Heu, das hier einst eingebracht wurde, aber auch Schiesspulver bewahrte man hinter seinen dicken Mauern auf. 1701 brachte ein Blitzschlag 350 Zentner Pulver zur Explosion, wodurch der Turm vollständig zerstört wurde. Die Explosion und die auf die Stadt hinunter fallenden Steinbrocken richteten grossen Schaden an; fünf Menschen kamen ums Leben.
Der Turm wurde sogleich wiederaufgebaut. 1768 wurde die Wachtstube vom Luegisland hierher verlegt. Das Dach wurde mit Lukarnen und einem Dachreiter versehen, die Wachtstube mit einem Kachelofen ausgestattet. Seit diesem Umbau trägt der nun 44 m hohe Turm den Namen Wachtturm oder Wachturm.
Geografische Lage: 47° 3′ 14,72″ N, 8° 18′ 11,44″ O

### Zytturm
Der Name besagt es, dieser Turm ist mit einer Uhr ausgestattet. Diese Uhr wurde im Jahre 1535 von Hans Luterer gebaut und ist immer noch in Betrieb. Das Zifferblatt mit den Zahlen ist so gross, dass die Zeit auch von den Fischern auf dem See abgelesen werden konnte. Die zur Uhr gehörende Glocke gibt 1 Minute vor der Rathausuhr die Zeit an. Die Luzerner Maler Schobinger und Schmidiger haben zu Anfang dieses Jahrhunderts die am Turm befindlichen Fresken erneuert. Seit April 2012 befindet sich im Zytturm eine Ausstellung historischer Turmuhren, die vom "Verein Turmuhren Luzern" unterhalten wird. Die Höhe des Zytturms, der öffentlich zugänglich ist, beträgt 31 m.
Geografische Lage: 47° 3′ 15,94″ N, 8° 18′ 16,12″ O

### Schirmerturm
Am Schirmerturm führt das gleichnamige Tor von der Stadt hinaus ins Land. Städte waren innerhalb ihrer Mauern einst eine geschlossene Einheit. Das galt auch für Luzern. Wer durch das Schirmertor trat, befand sich auf dem Land. Ausser den recht weit verstreuten Bauernhäusern war kein Bauwerk mehr zu sehen. Der vor die Museggmauer gestellte Schirmerturm ist ein verputzter Bruchsteinbau mit bossierten Eckquadern. Wie bei anderen Türmen zeigt er oben ein Rundbogenfries mit vorragenden Konsolen. Auf den Zinnen liegt ein niederes Pyramidendach. Der Turm ist öffentlich zugänglich. Seine Höhe beträgt 27,5 m.
Geografische Lage: 47° 3′ 17,15″ N, 8° 18′ 20,13″ O

### Pulverturm
Der Stadtstaat Luzern hatte das Schiesspulver vorsorglich in zwei Türmen eingelagert. Wenn, wie 1701 beim Heuturm, ein Unglück passierte, blieb die Hälfte des Pulvers im andern Turm gesichert. Der Pulverturm gehört zu den ältesten Bauten auf der Musegg. Er ist aus einem «Steinernen Haus» aufgemauert worden. Auch er misst 27,5 m in der Höhe. Die Weyzunft hat den Pulverturm in Fronarbeit instand gesetzt und braucht ihn als Zunftlokal.
Geografische Lage: 47° 3′ 18,19″ N, 8° 18′ 23,36″ O

### Allenwindenturm
Der Allenwinden- und der untere Dächliturm sind heute im Häusergewirr der Musegg nicht mehr überragend. Man nennt den Turm nach einem früheren Säckelmeister auch den Holdermeyerturm. Er ist 1,8 m dick und gehört zu den einstigen Schalentürmen. Der Allenwindenturm wird seit 1972 vom "Tambourenverein der Stadt Luzern" (untere Hälfte) und von der "Vereinigung Luzerner Maskenfreunde" (obere Hälfte) als Vereinslokal genutzt.
Geografische Lage: 47° 3′ 18,89″ N, 8° 18′ 26,78″ O

### Dächliturm
Den letzten der neun Türme, den Dächliturm, kennt man auch unter dem Namen Chutzenturm. Er ist der kleinste an der ganzen Musegglinie. Markant ist sein Pyramidendach, das älter sein dürfte als die meisten Dächer der anderen Türme. Seit 1936 hat der Schweizerische Schreinermeisterverband – Sektion Luzern seine Vereinsstube im Turm.
Geografische Lage: 47° 3′ 18,33″ N, 8° 18′ 32,2″ O